# Польська Екстраліга з хокею 2011—2012
Чемпіонат Польщі з хокею 2012 — 77-ий чемпіонат Польщі з хокею, чемпіоном став клуб КХ Сянок.

## Попередній раунд
| М  | Команда              | І  | В  | ВО | ПО | П  | Ш       | О  |
| -- | -------------------- | -- | -- | -- | -- | -- | ------- | -- |
| 1. | КХ Сянок             | 42 | 29 | 3  | 0  | 10 | 204:112 | 93 |
| 2. | Краковія Краків      | 42 | 25 | 3  | 1  | 13 | 210:130 | 82 |
| 3. | Унія (Освенцім)      | 42 | 26 | 0  | 3  | 13 | 182:133 | 81 |
| 4. | ГКС (Ястшембе)       | 42 | 22 | 4  | 4  | 12 | 161:129 | 78 |
| 5. | ГКС Тихи             | 42 | 22 | 3  | 4  | 13 | 139:103 | 76 |
| 6. | Заглембє Сосновець   | 42 | 9  | 6  | 2  | 25 | 122:177 | 41 |
| 7. | КС «Торунь»          | 42 | 7  | 2  | 4  | 29 | 107:228 | 29 |
| 8. | Подгале (Новий Тарг) | 42 | 5  | 2  | 5  | 30 | 116:229 | 24 |

Скорочення: М = підсумкове місце, І = ігри, В = перемоги, ВО = перемоги в овертаймі, ПО = поразки в овертаймі, П = поразки, Ш = закинуті та пропущені шайби, О = набрані очки

## Найкращі бомбардири
Список трьох найкращих гравців, сортованих за очками.
| №  | Гравець           | Команда         | І  | Г  | П  | Очк. |
| -- | ----------------- | --------------- | -- | -- | -- | ---- |
| 1. | Лешек Ляшкевич    | Краковія Краків | 41 | 43 | 37 | 80   |
| 2. | Дам'ян Слабонь    | Краковія Краків | 41 | 22 | 38 | 60   |
| 3. | Мартін Воздецький | КХ Сянок        | 38 | 21 | 37 | 58   |

## Плей-оф

### Півфінали
- КХ Сянок — ГКС (Ястшембе) 4:0 (4:3, 2:1, 2:0, 4:1)
- Краковія Краків — Унія (Освенцім) 4:0 (3:2, 5:2, 5:4, 5:3)

### Серія за 3 місце
- Унія (Освенцім) — ГКС (Ястшембе) 4:3 (3:4, 3:0, 1:5, 5:2, 2:3 ОТ, 4:3, 3:2 ОТ)

### Фінал
- КХ Сянок — Краковія Краків 4:1 (3:2 ОТ, 2:5, 3:2, 4:2, 5:1)

## Плей-оф (5 - 8 місця)
- ГКС Тихи — Подгале (Новий Тарг) 4:1
- Заглембє Сосновець — КС «Торунь» 4:3

### 5 місце
- ГКС Тихи — Заглембє Сосновець 8:1, 2:0

### 7 місце
- КС «Торунь» — Подгале (Новий Тарг) 4:1

## І Ліга
В першій лізі перемогу здобув клуб ГКС Катовіце.